# Castello di Beynac
Il castello di Beynac è situato nel villaggio di Beynac-et-Cazenac, in Dordogna e in particolare nel Périgord nero. Uno dei meglio conservati e fra i più famosi della regione, è classificato fra i monumenti storici dall'11 febbraio 1944.

## Struttura
Si tratta di un edificio medievale, di aspetto austero, arroccato sulla cima di una falesia calcarea che domina il borgo sulla riva destra della Dordogna.

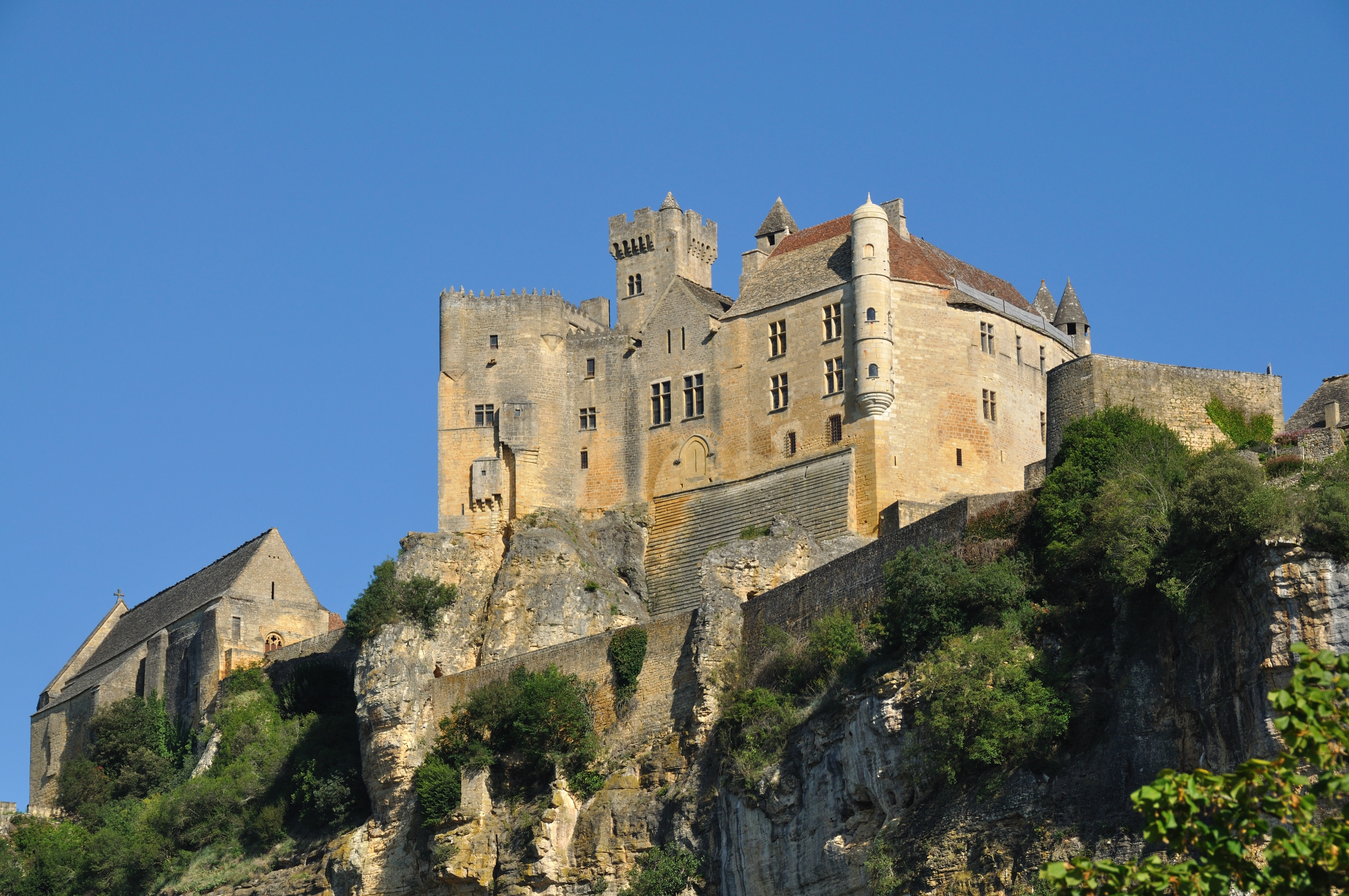
Veduta

Il castello ha la forma di un quadrilatero irregolare, a sud esteso da un bastione roccioso. Il dongione, sormontato da merlature, risale al XIII secolo. Protetto da una doppia cinta di mura, il castello domina la Dordogna che scorre 150 metri più in basso.

## Storia
Il castello fu costruito dal XII secolo dai baroni di Beynac per bloccare e controllare la valle. Essendo lo strapiombo tale da scoraggiare la scalata della valle, le difese furono concentrate verso l'altipiano: doppie mura merlate, doppio fossato che approfondisce un rivellino naturale, doppio barbacane.
Alla morte di Adhémar de Beynac (1147-1189), crociato che morì senza eredi, Riccardo Cuor di Leone, re d'Inghilterra offrì Beynac a Mercadier, capo mercenario al suo servizio. Questi venne ucciso a Bordeaux nel 1200 e la baronia ritornò alla famiglia di origine. A partire dal 1241 la castellania, di cui faceva parte il castello di Commarque, venne divisa tra due fratelli, Gaillard e Mainard de Beynac. I due rami familiari si riunirono nel 1379.
Al tempo della guerra dei cent'anni, la fortezza di Beynac era una delle piazzeforti francesi. La Dordogna costituiva allora la frontiera tra Francia ed Inghilterra: non lontano, sull'altra riva della Dordogna, il castello di Castelnaud era in mano inglese.
La parte più antica del castello è un grosso dongione quadrato di stile romano, con poche aperture, una bertesca ed una garitta di vedetta, cui si appoggia un sottile vano scale come contrafforte e culminato da una terrazza merlata. Da una parte è un loggiato coevo, che vi si giustappone; il tutto è stato rimaneggiato ed ingrandito nel XVI e XVII secolo. Dall'altra parte si trova un loggiato in parte quattrocentesco, cui sono
annessi un cortile e una scala a pianta quadrata che serve gli appartamenti del XVII secolo. Gli appartamenti hanno conservato le decorazioni in legno e un soffitto dipinto del XVII secolo, la Sala degli Stati del Périgord (così chiamata perché vi si riuniva la nobiltà di quattro baronie: Beynac, Biron, Bourdeilles, Mareuil) conserva un camino rinascimentale scolpito a bucrani; questa stanza si affaccia su un piccolo oratorio completamente decorato, nel XV secolo, con affreschi tra cui una Pietà, un San Cristoforo, un'Ultima cena in cui San Marziale compare come servitore.
Si possono poi vedere sontuosi arazzi raffiguranti scene di caccia e altre scene della vita dei signori del tempo, tra cui la riproduzione delle insegne della famiglia Beaumont-Beynac, proprietaria del castello dal XVIII secolo al 1961.

## Baroni di Beynac
- Maynard (1115-1124)
- Adhémar (1147-1189)
- Riccardo Cuor di Leone (1189-1199)
- Pons (1200-1209)
- Gaillard (1238-1272)
- Pons (1251-1300)
- Adhémar (1269-1348)
- Pons (-1346)
- Boson (1341-1348)
- Pons (1362-1366)
- Philippe (-1403)
- Pons (1461-1463)
- Jean-Bertrand (-1485)
- Geoffroy (-1530)

- François (-1537)
- Geoffroy (-1546)
- Geoffroy
- Guy (1643-)
- Isaac
- Guy
- Pierre
- Marie-Claude (1732-18??)
- Christophe-Marie (1764-18??)
- Louis, detto Ludovic (1784-18??)
- Christophe-Amable-Victoire (1831-18??)
- Soffrey-Paul-Louis-Armand (1857-19??)
- Amable-Avit-Christophe (1895-)
- Pierre-Aimé-Soffrey-Armand (1929-)

## Al cinema
Il castello ha fatto da sfondo alla realizzazione dei film:
- Elle voit des nains partout !, di Jean-Claude Sussfeld (1982)
- I visitatori, di Jean-Marie Poiré (1993)
- Eloise, la figlia di D'Artagnan, di Bertrand Tavernier (1994)
- I visitatori 2 - Ritorno al passato, di Jean-Marie Poiré (1998)
- Giovanna d'Arco di Luc Besson (1999)
- Il tulipano d'oro di Gérard Krawczyk (2003)

## Galleria d'immagini

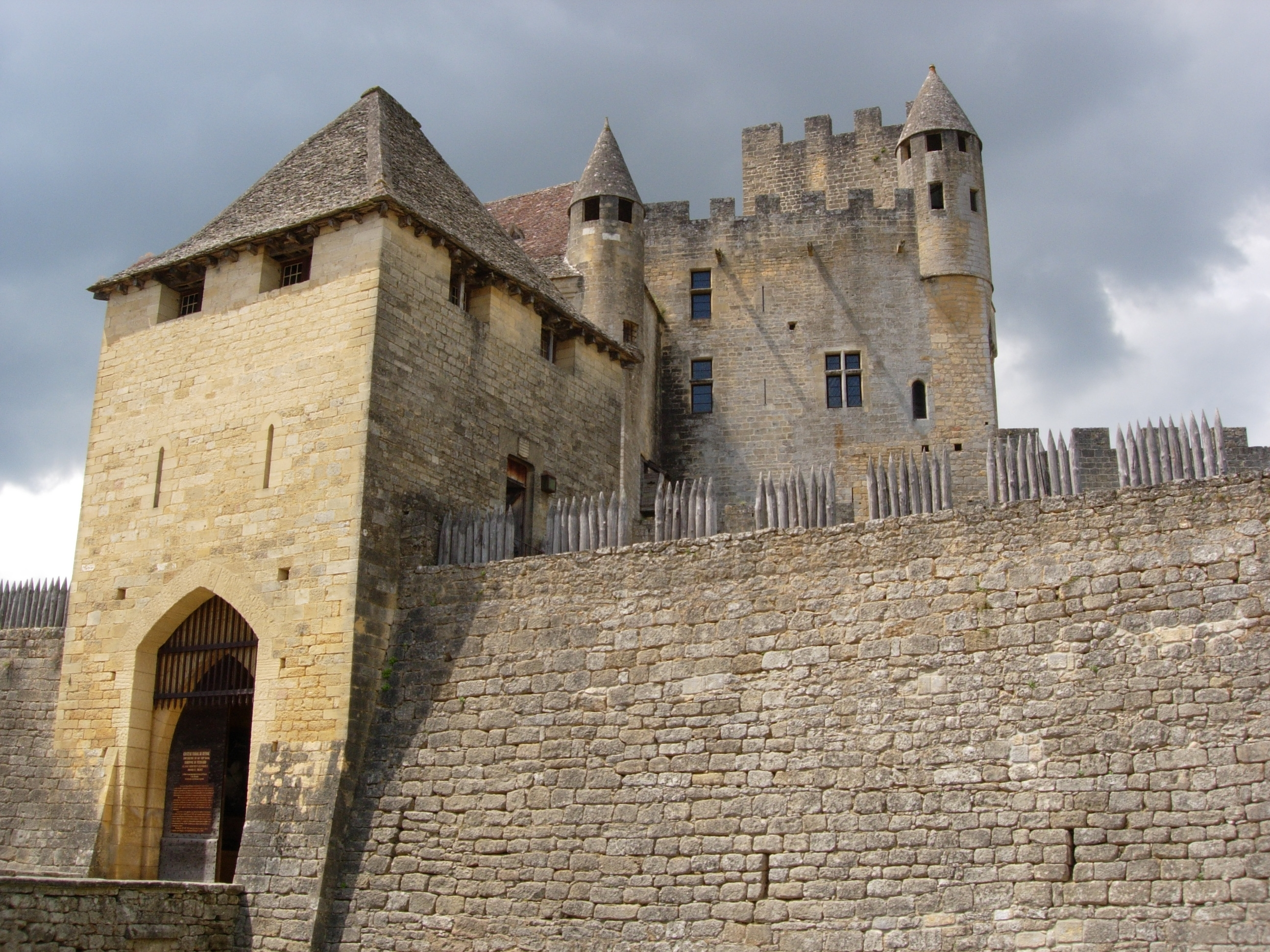
Vista dall'interno della prima cinta
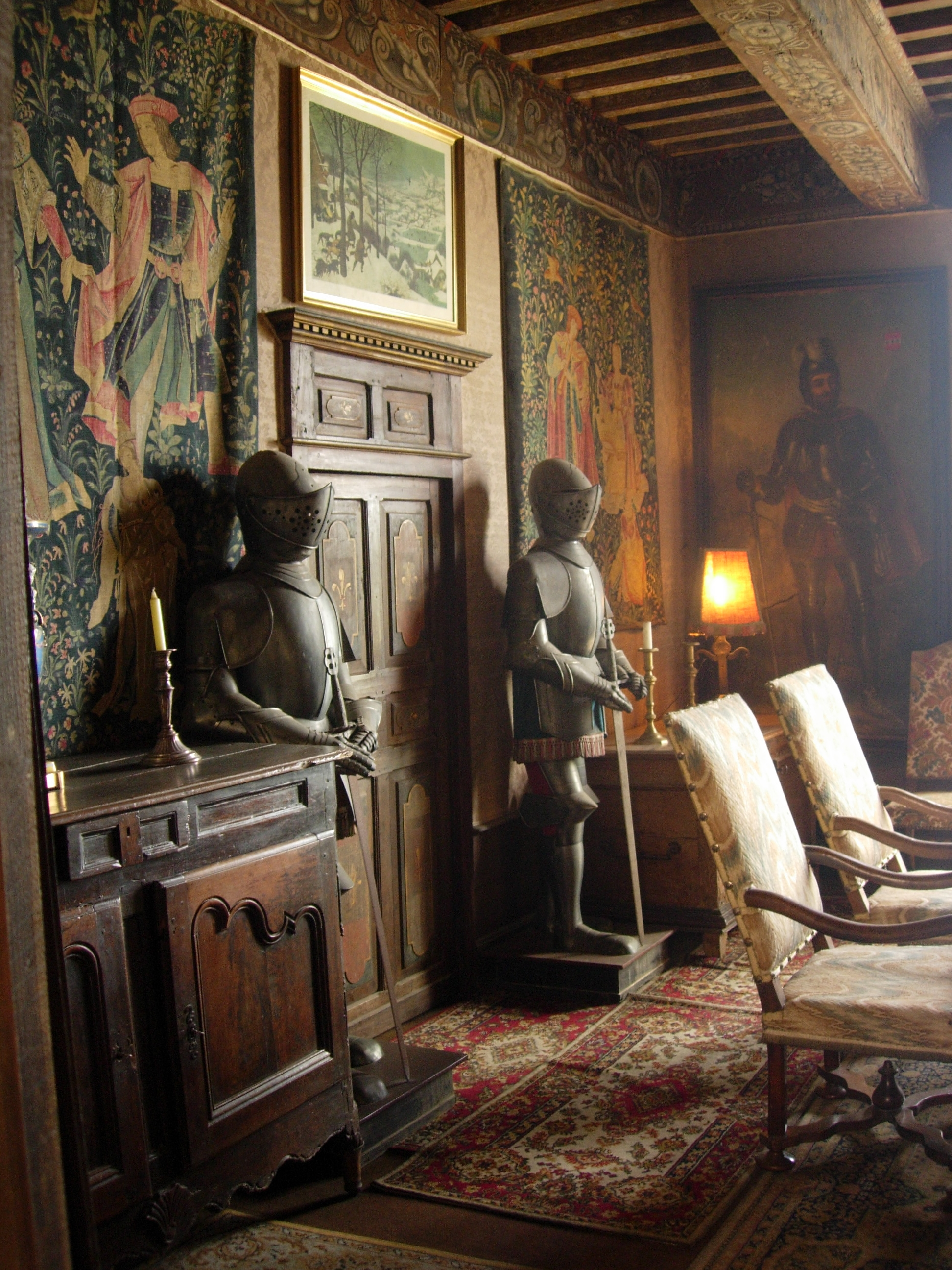
Sala del XVII secolo, decorata con armature e tappezzerie
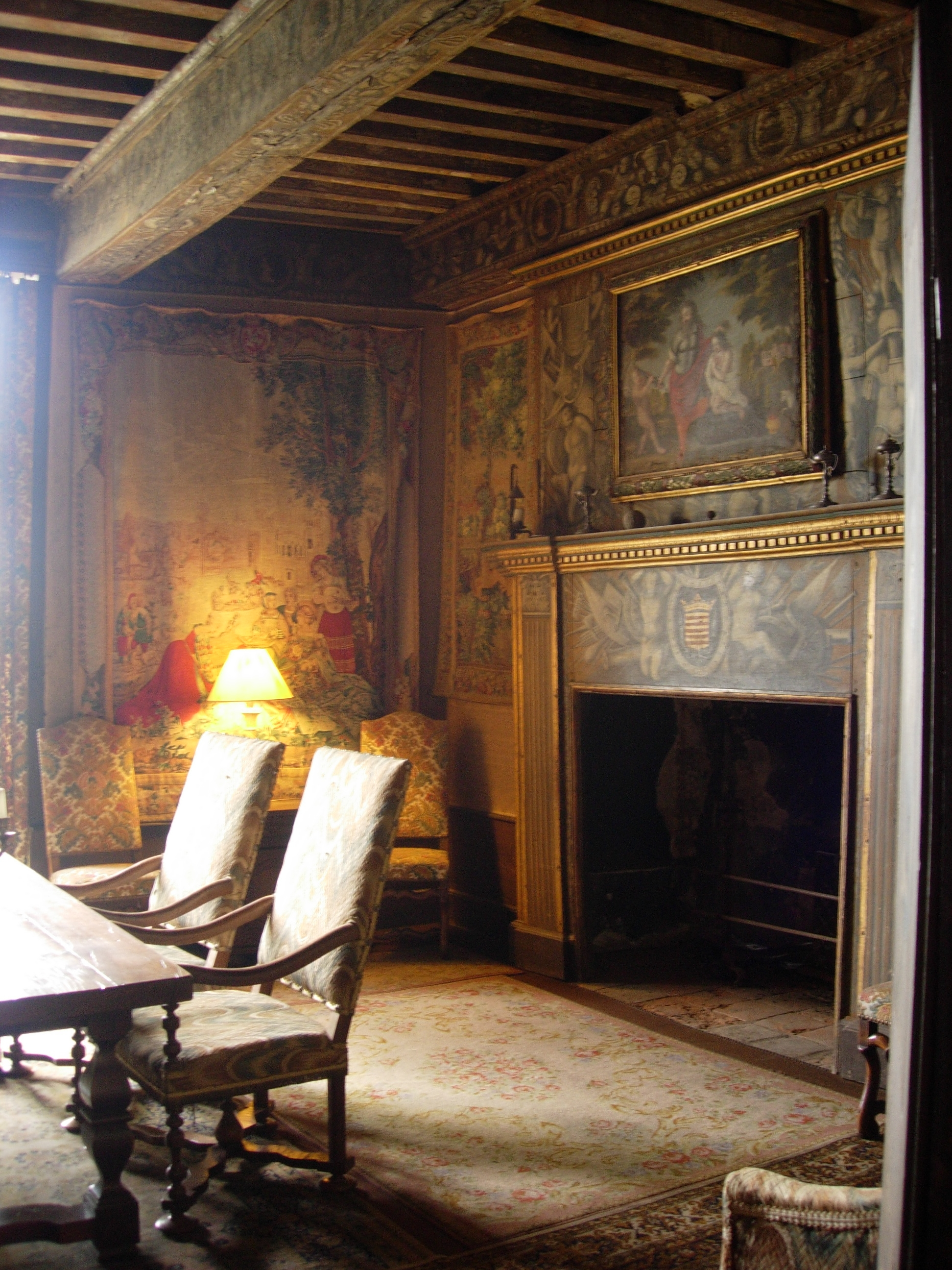
Sala del XVII secolo occupata dagli attuali proprietari
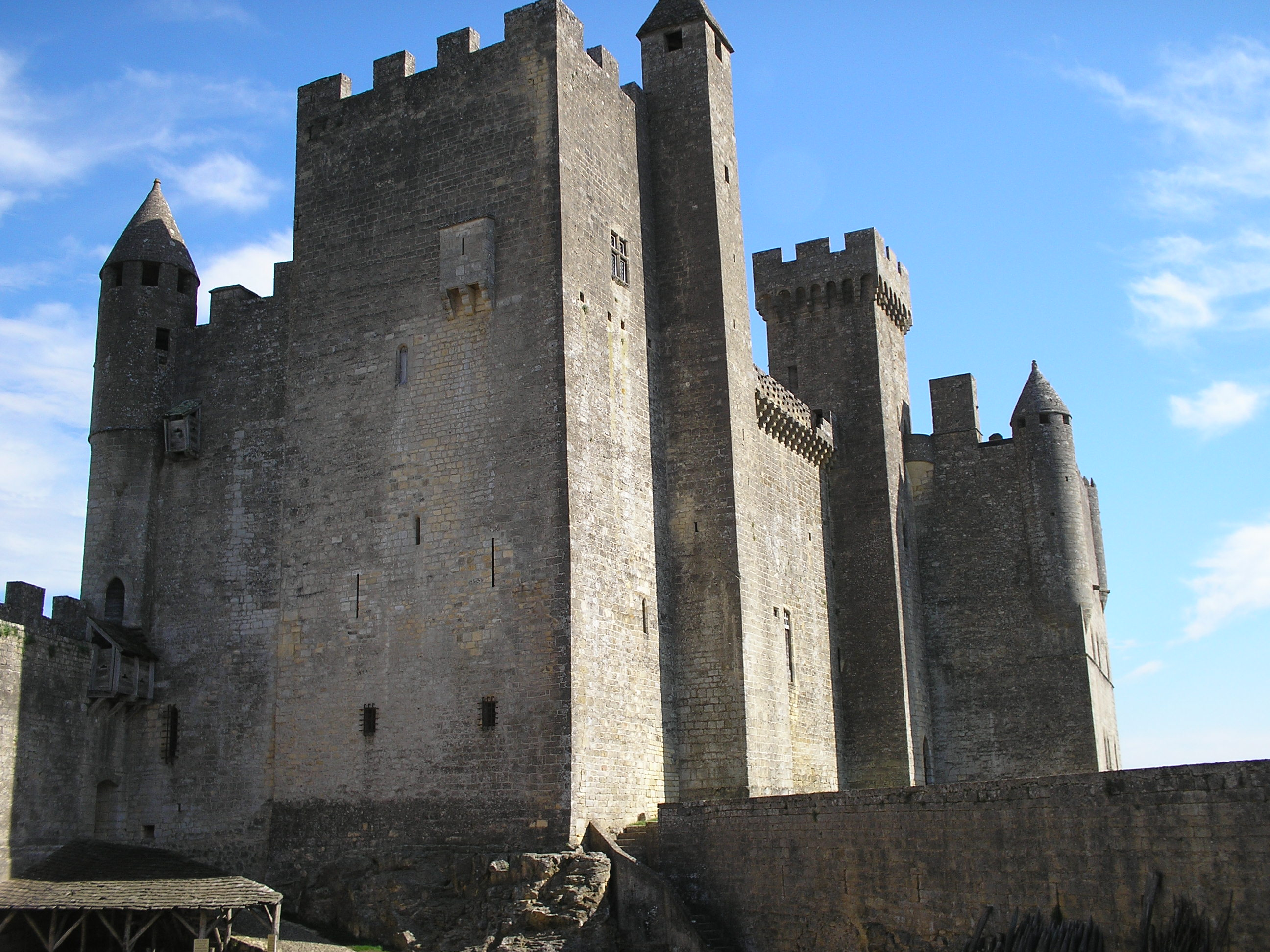
Dongione del XII secolo
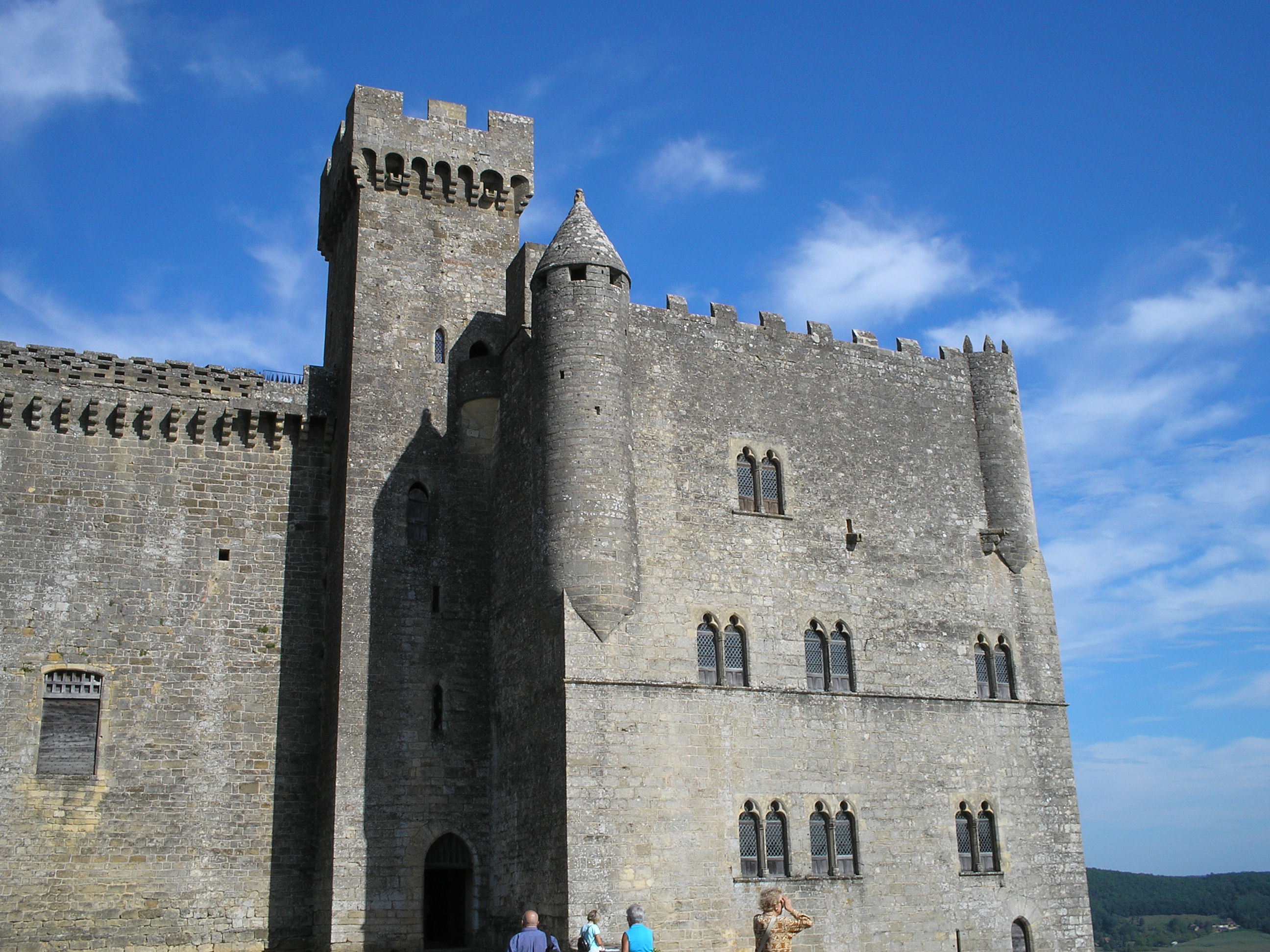
Ingrandimento del XIV secolo
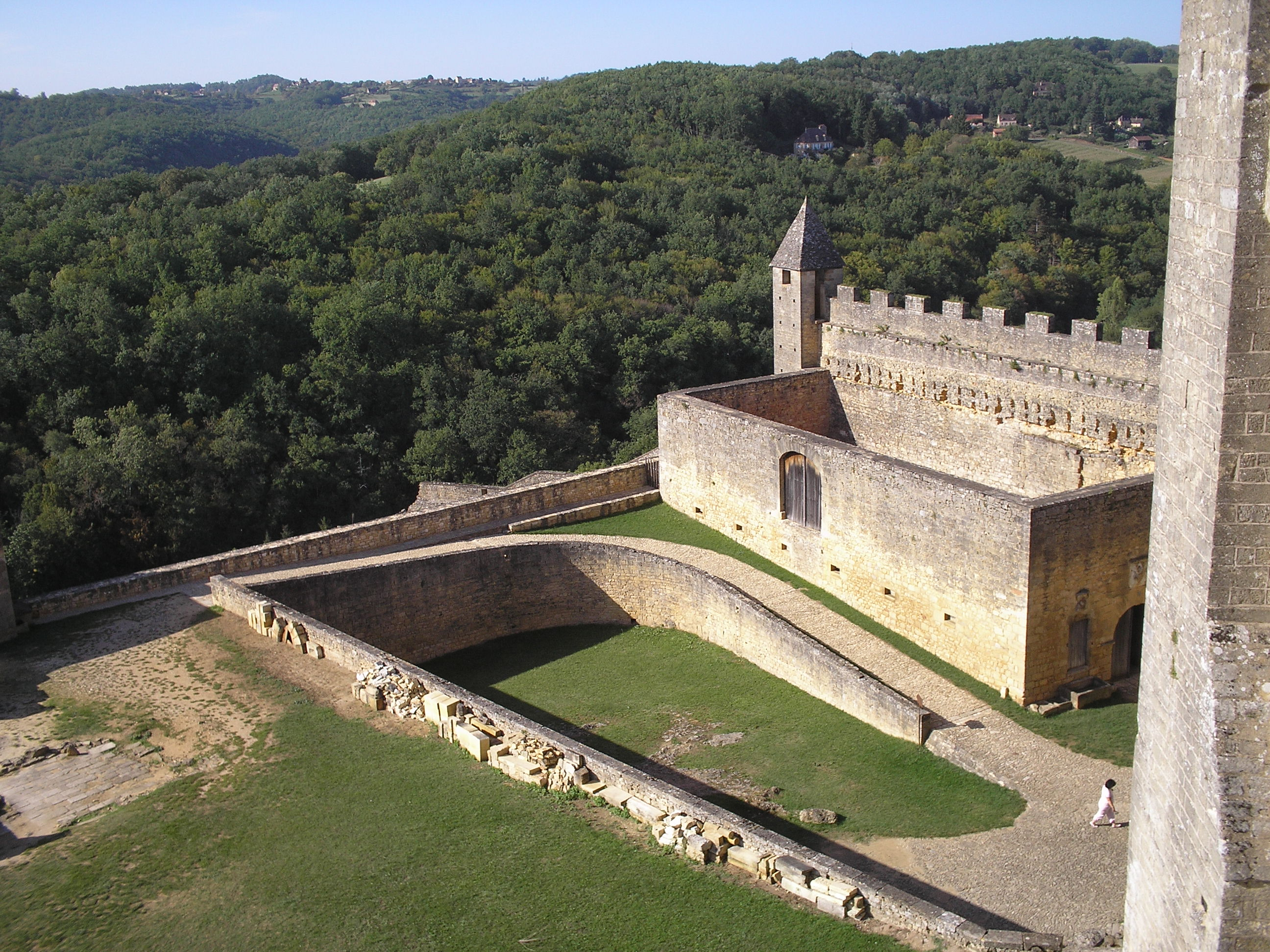
Corte bassa e scuderia
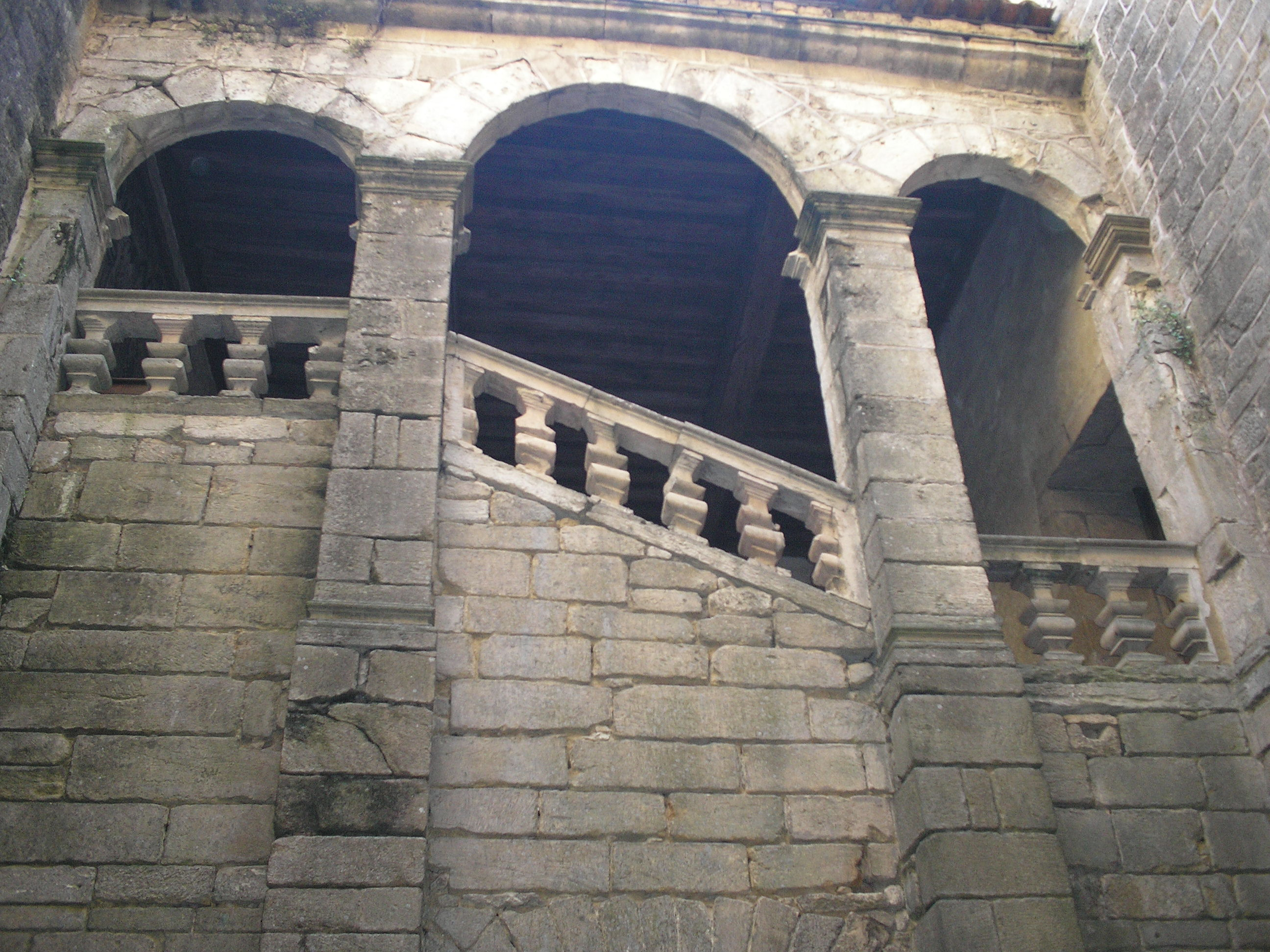
Scalone rinascimentale in stile fiorentino
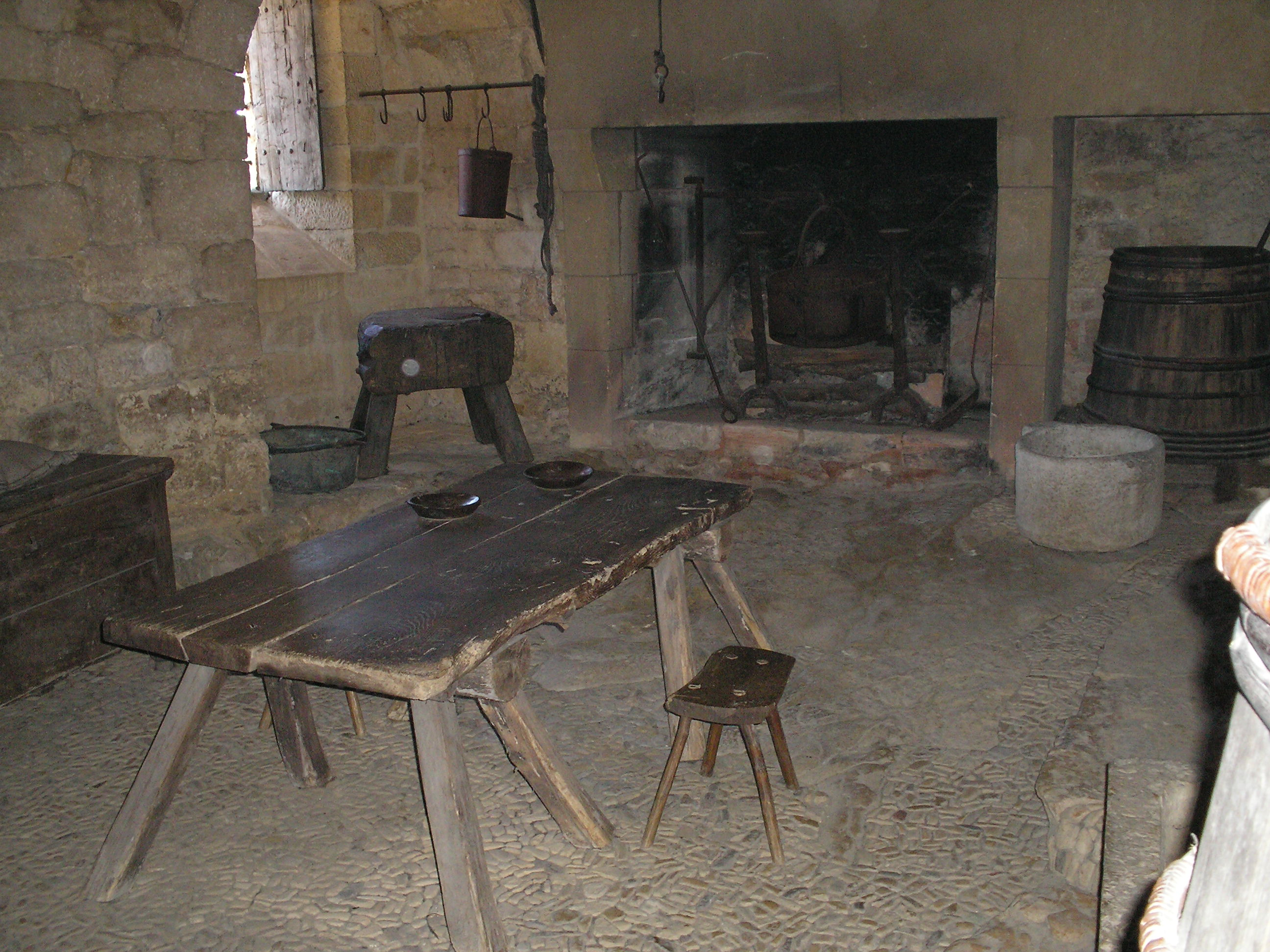
Cucine del XII secolo
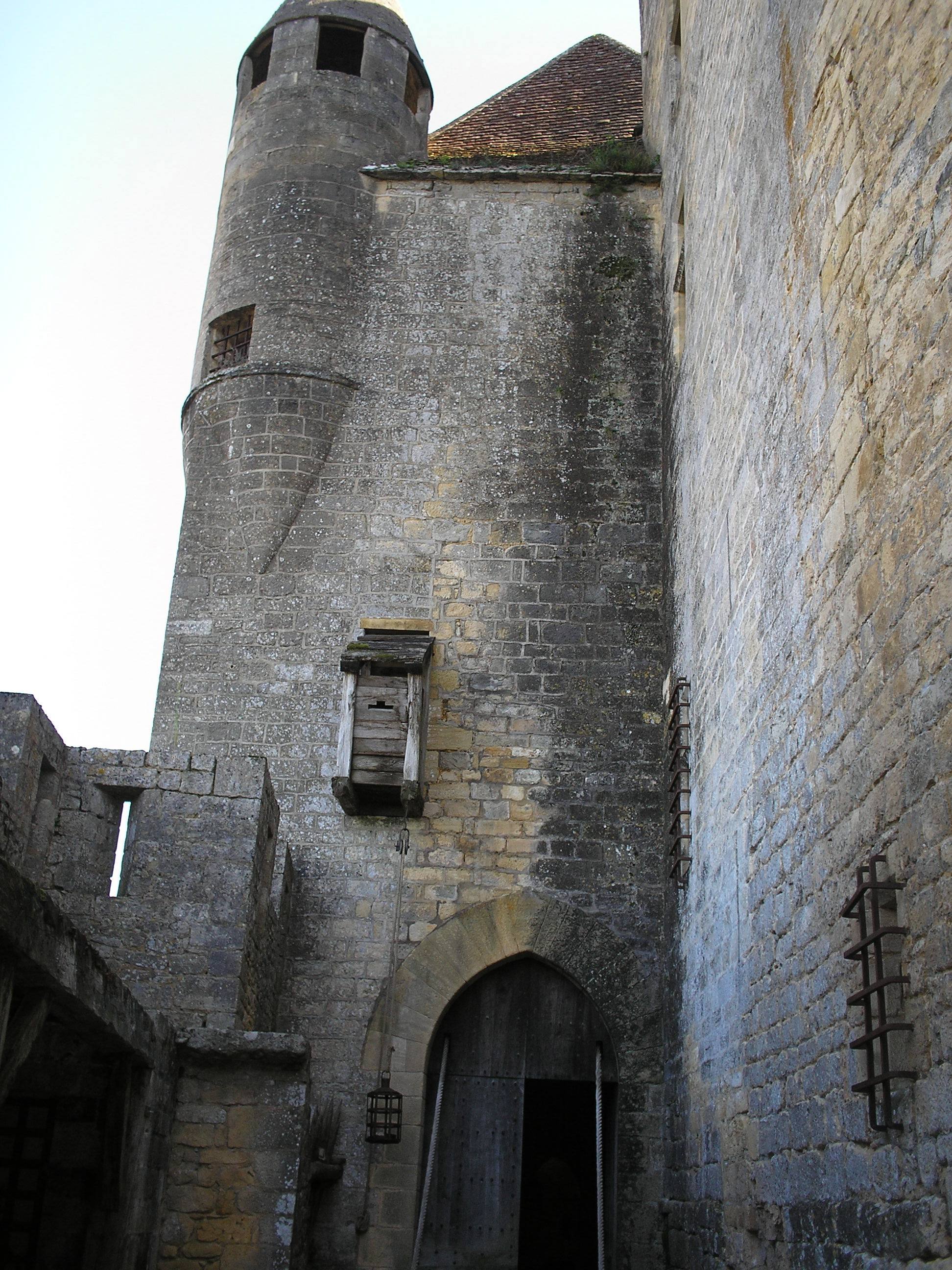
Entrata e ponte levatoio
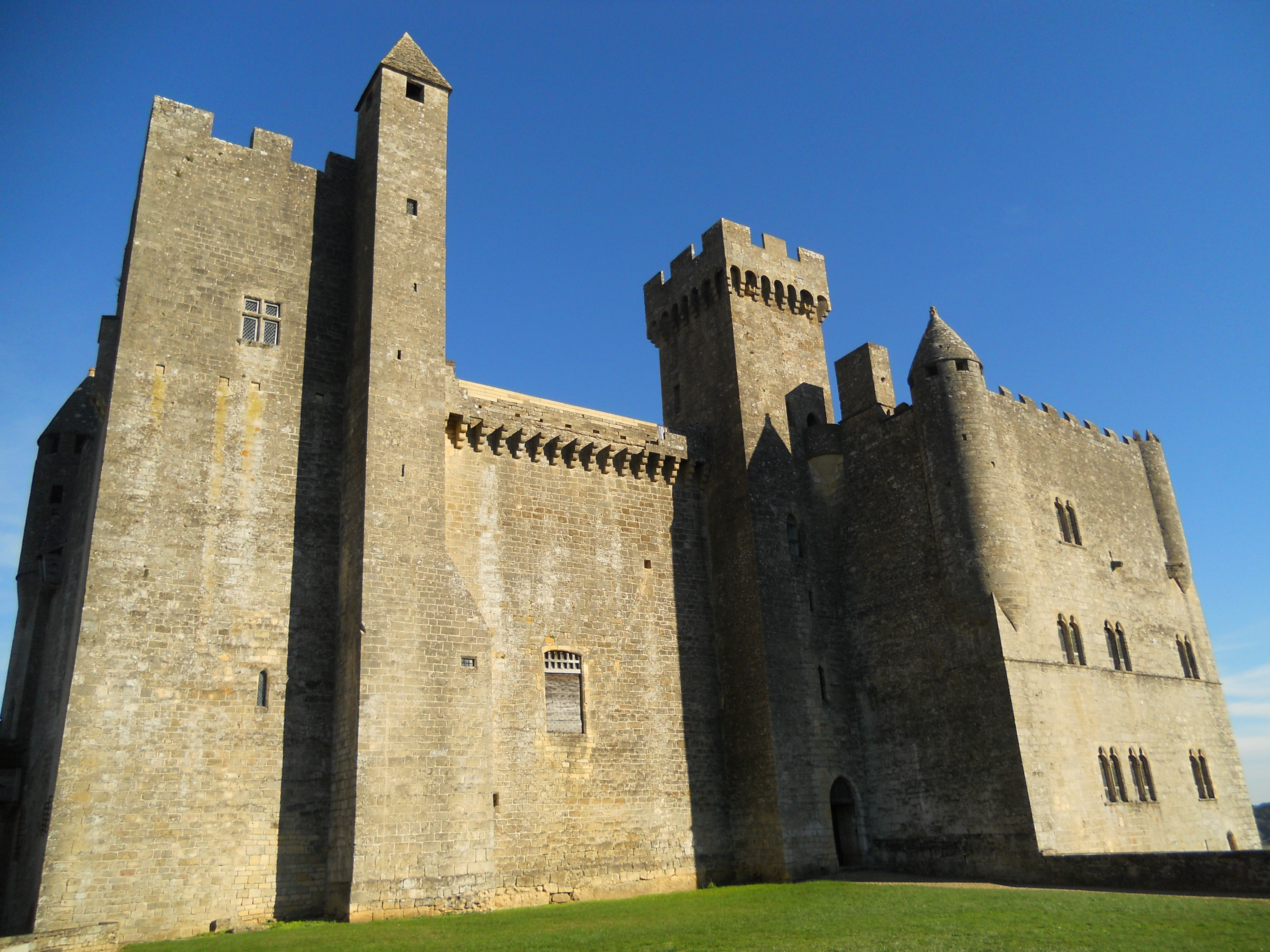
Vista d'insieme
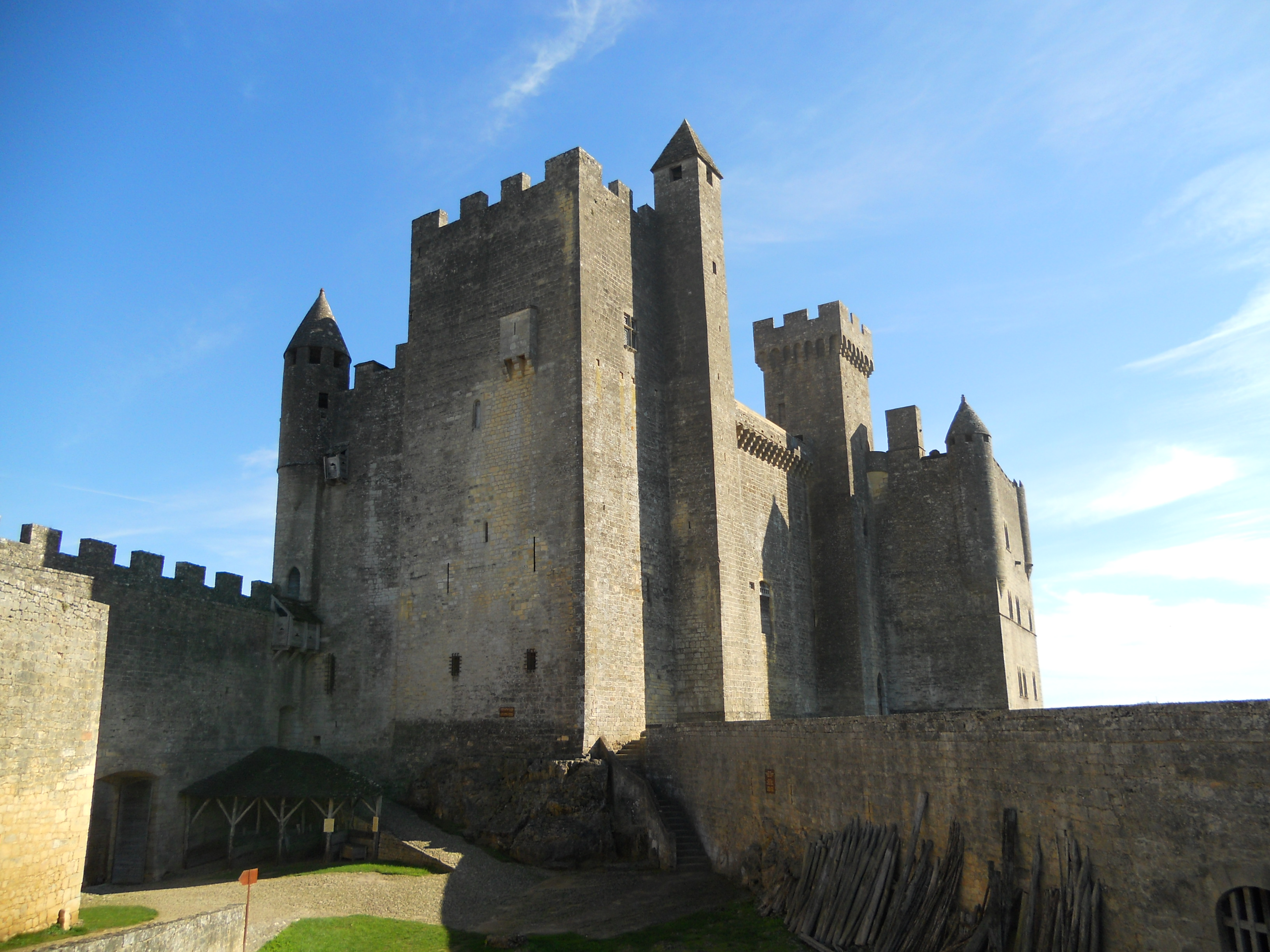
Il castello durante l'autunno
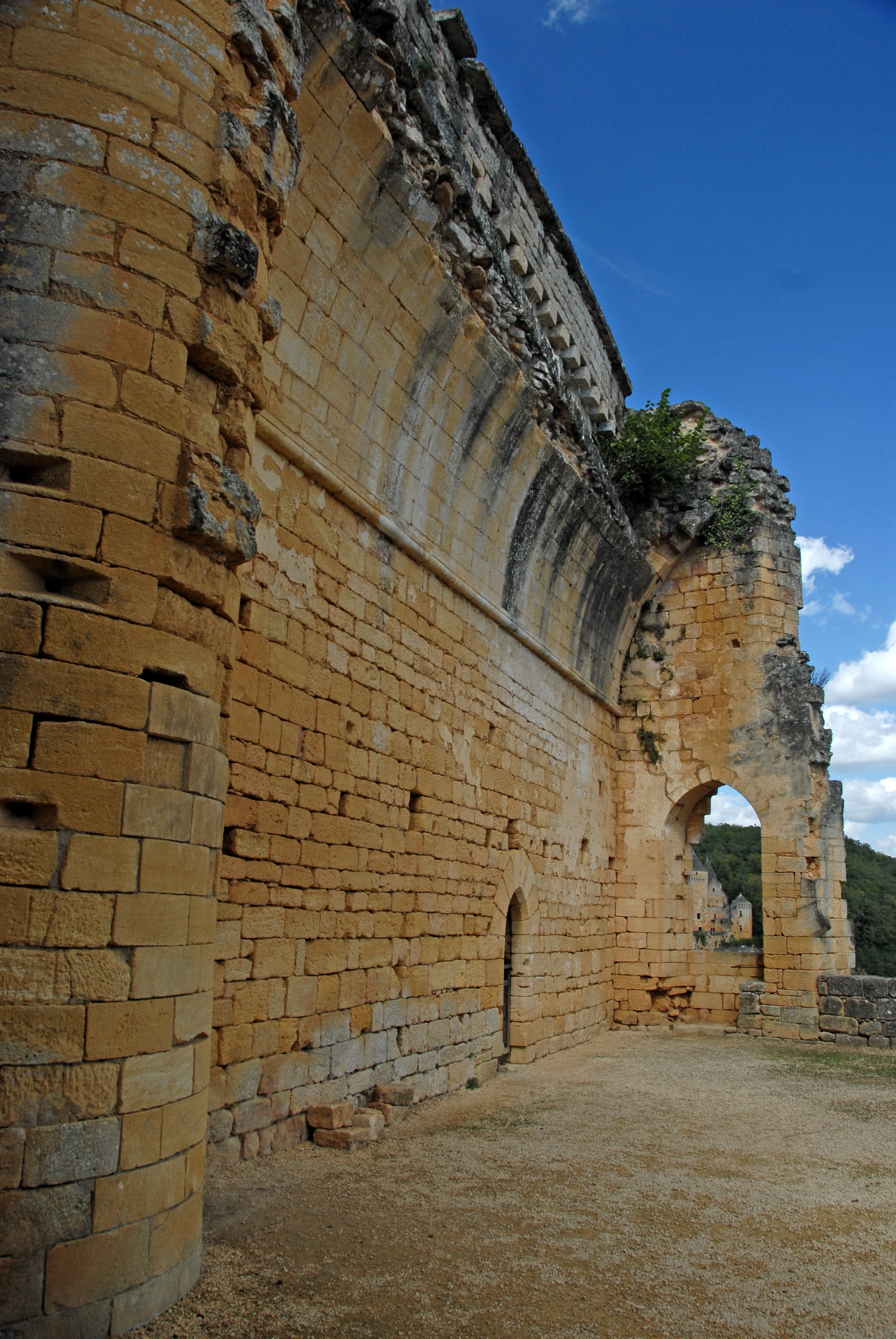
Le mura
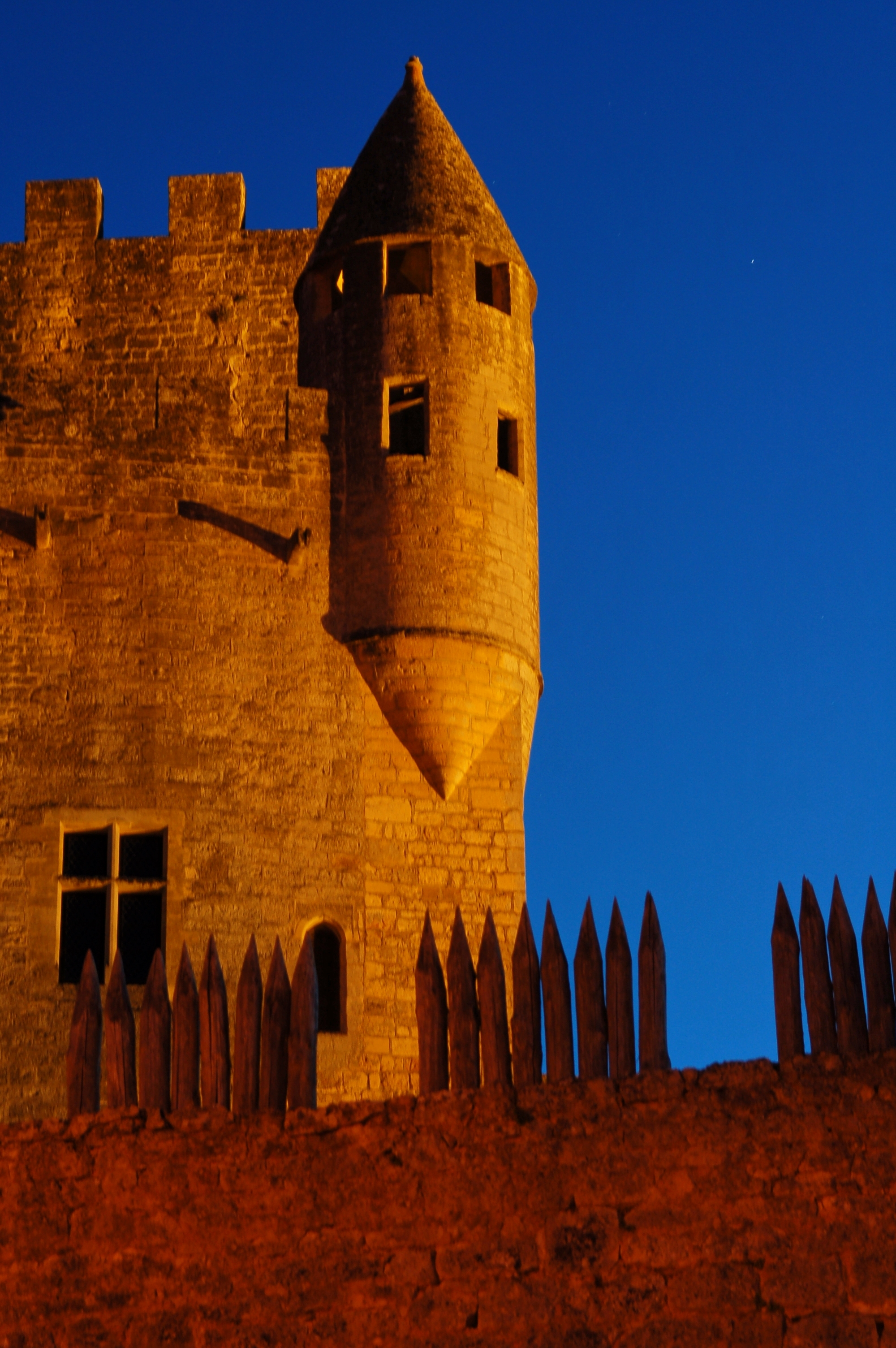
Vista notturna